# Otto Abetz
Otto Abetz (ur. 26 marca 1903 w Schwetzingen, zm. 5 maja 1958) – ambasador III Rzeszy we Francji i SS-Brigadeführer, zbrodniarz nazistowski.

## Życiorys
Ukończył studia plastyczne i uczył następnie rysunku w szkole dla dziewcząt. Od 1931 zaczął wspierać NSDAP. W 1935, jako ekspert do spraw francuskich, wszedł w skład hitlerowskiego Ministerstwa Spraw Zagranicznych, którym kierował Joachim von Ribbentrop. Pełnił służbę dyplomatyczną we Francji, lecz został z niej wydalony w 1939 ze względu na poparcie jakiego udzielał miejscowym organizacjom faszystowskim. Był członkiem SS i w 1941 osiągnął w niej stopień brigadeführera.
Abetz powrócił do Francji w 1940 i w sierpniu tego roku powołano go na stanowisko ambasadora Rzeszy w marionetkowym państwie Vichy, rządzonym przez kolaborantów: marszałka Phillipe’a Pétaina i Pierre’a Lavala. Stanowisko to sprawował przez następne cztery lata, zajmując się doradzaniem niemieckiej administracji wojskowej i policyjnej oraz wszelkimi sprawami politycznymi zarówno we Francji okupowanej, jak i nieokupowanej. Na swoim stanowisku Abetz bezskutecznie próbował wpływać na łagodzenie reżimu okupacji i zmniejszenie uciążliwości podziału kraju na strefę okupowaną i nieokupowaną. Ponadto dążył do uzyskania ścisłej współpracy z francuskimi kolaborantami, co uzyskał zwłaszcza od Lavala. Abetz szczególną uwagę zwrócił na rozwiązanie kwestii żydowskiej, odgrywając najpierw ważną rolę w deportacjach zagranicznych Żydów mieszkających we Francji, a następnie także etnicznych Żydów francuskich (zwłaszcza po listopadzie 1942 i wprowadzeniu okupacji niemieckiej także na południu Francji). Ponosi także odpowiedzialność za deportacje robotników przymusowych do Rzeszy.
Został aresztowany po wyzwoleniu Francji spod hitlerowskiej okupacji i postawiony przed Trybunałem Wojskowym. W 1949 Abetz skazany został za zbrodnie wojenne na karę 20 lat ciężkich robót. Uniewinniony został natomiast od zarzutu udziału w zabójstwie byłego ministra spraw wewnętrznych Francji Georges’a Mandla. W 1954, po odsiedzeniu 5 lat wyroku, został zwolniony i powrócił do RFN. Otto Abetz zginął w wypadku samochodowym w 1958 na autostradzie Kolonia-Düsseldorf.

## Odznaczenia
- Krzyż Zasługi Wojennej I i II klasy[1]
- Medal Pamiątkowy 1 października 1938 z okuciem Zamek Praga[1]
- Odznaka Honorowa Olimpijska[1]
- Krzyż Komandorski Orderu Świętych Maurycego i Łazarza[1]